# Иудействующие
Иуде́йствующие — ряд религиозных течений и групп, которые в той или иной степени отступали от догматов христианства под влиянием иудаизма и/или сформировались только через буквальное восприятие текстов Ветхого Завета; могут отождествлять себя с евреями. Не являясь евреями по происхождению, они следовали иудейским обычаям, нередко сохраняя при этом неиудейские верования, представления и практики. Иудействующие под влиянием иудаизма. Обозначение появилось в христианстве и было принято в научной традиции.
С появлением христианства наименование «иудействующие» становится устойчивым выражением, наделённым негативной окраской и использовавшимся в полемических целях. К числу иудействующих в эпохи обострения религиозной и политической борьбы нередко приписывали различные течения, учения которых появились не под непосредственным влиянием иудаизма.

## Античность и раннее христианство
В эпоху эллинизма в районе Чёрного моря и в регионах восточного Средиземноморья, а позднее в Риме появились группы, которые склонялись к иудаизму, были увлечены идеей монотеизма — себоменой (с греческого — `почитатели`). В I веке н. э. их возросло, видимо, выросло до нескольких сотен тысяч, по другим данным — до нескольких миллионов. Эти группы соблюдали субботу, верили в единого Бога и отвергали языческие верования. Боязнь перед обрезанием вела к тому, что мужчины чаще женщин, ограничивались только частичным обращением в иудейскую религию. Критерии иудаизма того времени не позволяли признавать их прозелитами, но многие из законоучителей полагали возможным приравнять их к евреям с позиции иудейского права. После распространения христианства себоменой преимущественно растворились среди евреев и иудеохристиан.
К иудействующим иногда причисляют секты назареев, эбионитов и елексаитов, однако в современном религиоведении их принято именовать иудеохристианами, поскольку в отличие от «классических» иудействующих они были выходцами из иудейской среды. В период борьбы Христианской церкви против иудеохристиан, появляется ряд нееврейских групп, склоняющихся к иудейской религии. С I века н. э. в Месопотамии существовали мандеи, в учении которых смешались элементы христианской, иудейской и древневосточных религий. Некоторыми исследователями мандеи относятся к числу иудействующих, однако другие считают, что религия мандеев связана с гностицизмом или с крестильными сектами эпохи Второго храма.
Предположительно, в среде части себоменой, что сохраняли отдельные языческие представления, в I веке в районе Босфора появились гипсистарии (возможно, от греческого слова гипсос — `высокий`), прослеживаемые в Каппадокии (в Малой Азии) до IV века, когда к ним принадлежал отец Григория Богослова. Эта группа была известна у христиан как иудействующие. Гипсистарии поклонялись «Богу всевышнему, вседержителю», соблюдали субботу и ряд правил кашрута, но не совершали обрезания и до некоторой степени сохраняли в своём культе элементы свойственного язычникам почитания огня и света, земли и солнца, что, однако, не подкреплялось обрядами. Эта группа, видимо, была родственна другим группаи с наименованиями мосалиане (от арамейского слова мецаллин, `молельники`), а также евхомене или евфемиты, что «поклонялись Всемогущему в пламени многих огней». К гипсистариям близко стояла также группа небожителей (на латинском целиколе, буквально `небесники`), которая существовала в V веке в землях Северной Африки, где иудейское влияние сохранялось и после распространения на этих территориях христианства. Римский император Гонорий в начале V века издает против этой группы два эдикта. Небожителей также упоминает в Кодекс Феодосия (438). Обычно они идентифицируются с ирей шамаим (на иврите буквально `страшащиеся небес`), сведения о которых присутствуют в еврейских источниках.
Христианские богословы II века, включая Маркиона, обращались к учению Павла и других апостолов, с целью объявить «иудействующими» христиан, слишком акцентировавших внимание на плоти, другими словами, принимавших обрезание или чрезчур много внимания уделявших смертной составляющей Христа. Поскольку церковь всё больше превращалась в движение язычников, независимое от иудаизма, апелляция к еврейству стала средством, с помощью которого христиане осуждали ложную, с их точки зрения, практику. Иудаизм в их восприятии стал «антихристианством».
Первые христиане-неевреи испытали некоторое влияние иудейской религии, их привлекли иудейские учение и этика, они находились под влиянием синагог еврейской диаспоры, однако не были готовы взять на себя полное «бремя Закона», в особенности обрезание. В ранний период иудейское влияние и пример, предположительно, были сильными и убедительными и представляли, по мнению христианских пастырей, серьёзную опасность. Это вылилось в нападки на «иудействующих» в посланиях, сохранившихся в составе Нового Завета и поношение иудаизма в проповедях, например, такого отца церкви, как Иоанн Златоуст. С распространением христианства среди язычников в нём усилились нееврейские влияния, и после императора Константина и принятия христианства в качестве официальной религии в Римской империи в IV веке традиционные эллинистические гражданские, общественные и культурные антиеврейские представления соединились с собственно христианскими богословскими мотивами.
Ранние христианские иерархи относили к иудействующим (иудаизаре) многих отклонявшихся от догматов господствующей церкви, даже в случае, если такая «ересь» не была связана с иудаизмом или евреями. Так, в западной церкви, где Пасха отмечалась в первое воскресенье после полнолуния еврейского месяца нисан, рассматривала как склонность к иудаизму обычай (отменённый в 325 году) восточных церквей праздновать её на исходе 14 нисана, когда празднуется еврейский Песах. Незначительную часть малоазиатских церквей, продолжавшая придерживаться этого обычая, Антиохийский собор (341) определил как иудействующих и отлучил их. В Византии IV века группа кваттуордецимане (от латинского слова кваттуордецим, четырнадцать; возможно, иудействующие) соблюдала этот осуждённый официальной церковью обычай.
В ходе диспута IV века богослов Иероним Стридонский и обвинил другого богослова, Блаженного Августина в «иудействующих» тенденциях при защите иудейского закона; Августин, в свою очередь, обвинил Иеронима, в том, что «иудействующим» является он сам, поскольку читал не греческие переводы, а оригинальные еврейские тексты. Оба они не имели контактов с реальными евреями, однако их дебаты об опасностях, исходящих от иудаизма, стали основополагающими принципами последующих поколений христианских богословов. Богословский дискурс святых Иеронима и Августина оказал влияние на отношение средневековой церкви и европейских монархий к меньшинствам.

## В Средние века
В Средневековье для представителей различных христианских течений 
были характерными взаимные обвинения в «иудействовании».
В VIII—IX веках иконопочитатели без действительных оснований относили к иудействующим иконоборцев, исходившие в своих взглядах из второй Десять заповедей. Обвинения усилились при правлении основателя новой византийской династии Михаила II Фригийского (820—829), которого хронисты именовали иудействующим, поскольку в молодости он принадлежал к секте с названием афингане (греч. «атинганой», возможно, означавшее `сторонящиеся`), существовавшей в VIII—IX веках с центром в его родном городе Аморион (Верхняя Фригия). Члены этой группы принимали крещение, но жили по Моисееву закону, не соблюдая только обрезание. Светские и духовные руководители этой группы были обязательно лицами еврейского происхождения.
В Западной Европе иудействующими именовались разные движения, которые господствующая церковь рассматривала как ереси, от альбигойцев до гуситов, а также крещёные евреи, возвращавшиеся в иудаизм или продолжавшие соблюдать отдельные иудейские обряды, хотя в строгом смысле иудействующими они не были. Так, в XII—XIII веках во Франции и Италии к иудействующим относили альбигойцев, несмотря на то, что большинство из них вовсе не признавало Ветхий завет. В среде этого движения пассагии (`пасхальники`) и циркумцизии (`обрезанные`) явным образом принадлежали к иудействующим, они отрицали божественность Иисуса и чтили Ветхий завет. Эти группы истребила инквизиция в XIII — начале XIV века вместе со всеми представителями альбигойцев. В первой половине XIII века во многих городах Бургундии (в восточной Франции) действовала секта иудействующих, члены которой соблюдали субботу и отвергали обряд крещения. Местных еврев обвинили в появлении этой группы и подвергали преследованиям.

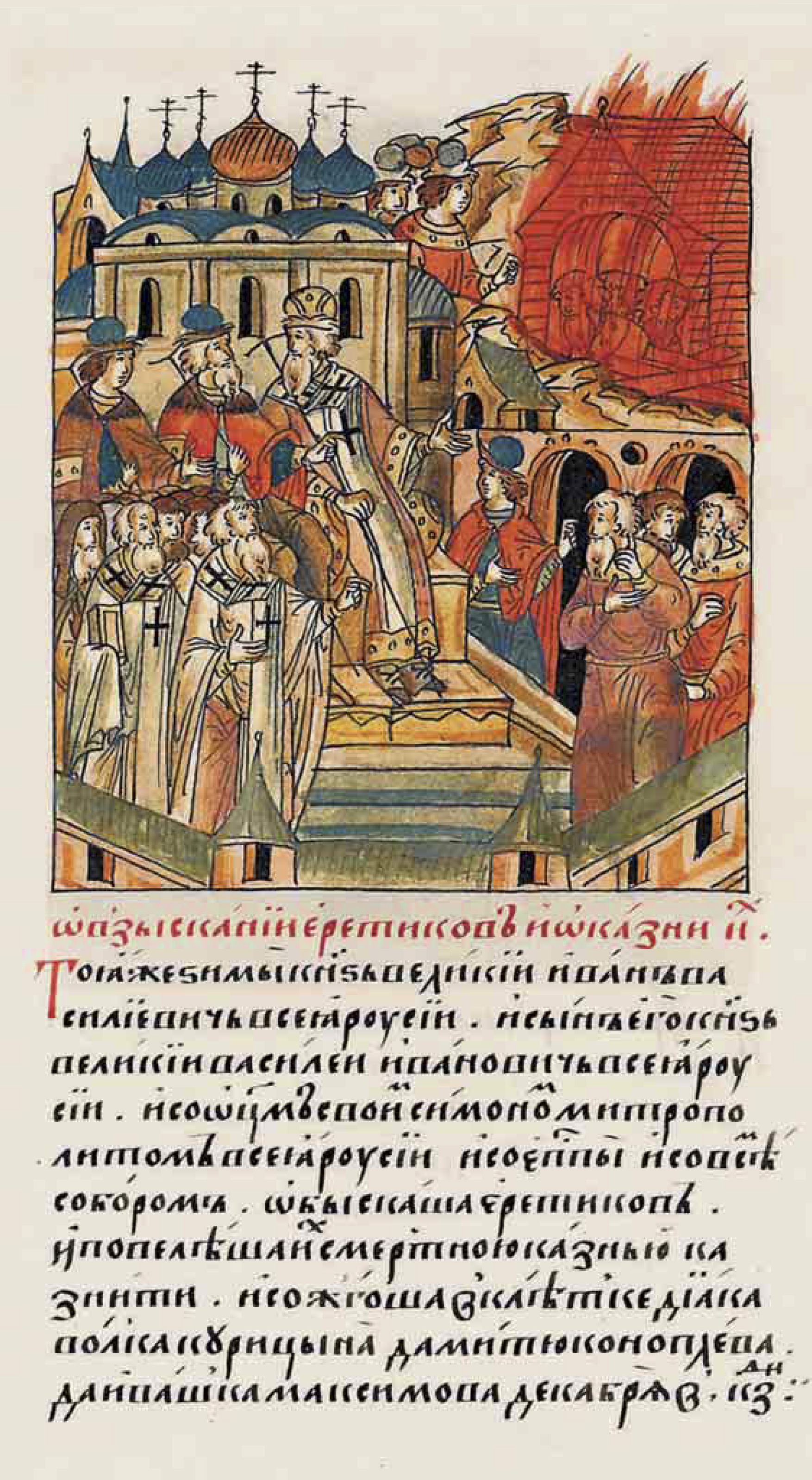
Казнь московских еретиков, Лицевой летописный свод

Ересь иудействующих, названных «жидовствующими», в начале XIV века получила распространение в Болгарии при царе Иване Александре, правившем в 1331—1371 годах. Сторонники этой группы, видимо, искали поддержку со стороны второй жены царя, Федоры, до крещения носившей имя Сара, еврейке из Тырнова. Эти «жидовствующие» отвергали церковную власть, причастие, иконопочитание, священников. По приговору собора, который созвал царь, их уничтожили, а евреев лишили права владения недвижимостью. Во второй половине XV — начале XVI века в Новгороде, а затем в Москве существовала «ересь жидовствующих». Отдельные её участники после подавления группы в Московском государстве бежали в Литву, где перешли в иудаизм.
В средневековой Европе евреям было запрещено участвовать в общественной экономической деятельности и состоять в гильдиях, в результате чего они с молчаливого согласия суверена нередко находили работу в качестве ростовщиков или сборщиков налогов. Несмотря на то, что евреи обычно не преобладали ни в одной из профессий, они стали ассоциироваться с этими профессиями и, следовательно, с суверенной и финансовой властью. Политические оппоненты обвиняли правителей в том, что они стали «иудействующими».
Мощные антииудаистские настроения способствовали массовому изгнанию или насильственному крещению еврейского населения европейскими монархами. Обширные территории Европы стали зонами, свободными от евреев. Однако это расширило масштабы и диапазон западного антииудаизма, поскольку граница между евреями и неевреями стала размытой. Инквизиция в Испании, направленная на борьбу против тайных иудеев, привела к обвинениям в «еврейских наклонностях» даже за отказ купить яблоко в субботу или кивание головой во время молитвы. В Европе, почти свободной от евреев, каждый потенциально мог быть обвинён в том что он является евреем или «иудействующим».

## Новое время
В эпоху Реформации обвинения в «иудействовании» выдвигались с особой частотой, и они имели более серьёзные последствия, нежели обвинения в «ереси». В период Реформации и Контрреформации противоборствующие стороны нередко именовали иудействующими своих противников. Как иудействующих на протяжении веков, с конца XV — начала XVIII века, инквизиция в Испании и Португалии и их колониях уничтожала новых христиан, потомков марранов, подозревавшихся в тайном соблюдении предписаний иудаизма. Католики в Польше XVI веке именовали иудействующими унитариев (социане, польские братья), которые отрицали догмат Троицы и божественность Иисуса. Среди поляков в этот период появляются и явные иудействующие, часть из которых становились прозелитами. Известен случай сожжения обвинённой как иудействующая знатной католички из Кракова в 1539 году. То же прозвище применяли друг в отношении друга также различные группы сторонников реформации. Однако среди них появлялись и действительно иудействующие течения. В 1580-х годах в Трансильвании возникла группа сомбатош (на иврите шомрей шаббат, буквально `блюстители субботы`). Основателем этой секты был А. Эёши (умерший около 1602 года), крайний антитринитарий, почти целиком отвергавший христианские догматы, но считавший Иисуса Мессией. Последователи Эёши праздновали субботу, еврейские праздники и соблюдали ряд правил кашрута. С 1630 года в этой группе под влиянием нового главы С. Печи (около 1575—1642) начался более резкий отход от христианских представлений в сторону иудейских. Переводятся с иврита на венгерский язык многие молитвы сефардского богослужения, учение группы было основано на Ветхом завете, исполнении еврейских законов и традиций и полном отрицании принципов христианской религии. К этому времени численность последователей сомбатош достигает примерно 20 тысяч человек. В 1638 году секта была подвергнута преследованиям, её приверженцы лишались имущества, подвергались арестам и казням. Разгрому этой секты посвящён роман «Фанатики» (1858—1859) венгерского писателя Ж. Кеменя. Часть сомбатош бежала в Турцию, где большинство из них приняло иудейскую религию. Те, кто остался в Трансильвании, по-видимому, ушли в подполье. В 1868—1869 годах большая часть жителей деревни Бёзёд Уйфали (ныне Безидул Ноу), которые сохраняли верность учению группы, под влиянием еврейского общественного деятеля, профессора И. Баноци (1849—1926), стали прозелитами и смешались с местными евреями. С конца 1960-х годов к небольшому числу последователей секты начали присоединяться группы протестантов-унитариев, и к середине 1980-х годов в Трансильвании, в основном в городе Арад и его округах, а также в других местах Румынии их число превысило одну тысячу человек, а по некоторым сведениям — несколько тысяч человек. Главный раввин Румынии М. Розен отверг их просьбу о прохождении коллективного гиюра, опасаясь, что по ряду причин эти обращённые могут стать отдельной сектой, и предложил рассматривать запросы о гиюре в индивидуальном порядке.
В Англии с XVI века и в Америке с XVII века изучение Ветхого завета пуританами вызвало появление в их среде иудействующих. Наиболее радикальная часть таких групп требовала введения в церковную службу иврита, соблюдение субботы, воздержание от употребления в пищу крови, установлении конституции на основе предписаний Торы и др. Эти тенденции временами приводили к переходу в иудаизм. Например, некоторые последователи Дж. Траска из Англии в начале XVII века присоединились к еврейской общине Амстердама; сам Траск позднее отверг свои взгляды. Прозелиты-иудеи в некотором количестве появлялись и среди сект богемско-моравских братьев после Белогорской битвы 1620 года — разгрома Протестантской унии военными силами Католической лиги.
С XVIII веках в разных странах и в разное время к иудействующим без оснований причисляли масонов за то, что некоторые из них допускали в свои ложи евреев, а также за требование соблюдения законов сынов Ноя, применение элементов еврейской символики и слов из иврита, увлечение каббалой и др.
С конца XVII — начала XVIII века группы иудействующих появляются в России. Русская православная церковь и российское законодательство до последней трети XIX века именовали их жидовствующими. Связь между ними и «ересью жидовствующих» XV—XVI веков на Руси не прослеживается. В частности, отсутствуют факты, которые подтверждали бы преемственную связь «ереси жидовствующих» XV—XVI веков с субботниками, движением выходцев из русских крестьян, соблюдающих предписания иудаизма, которое появилось на рубеже XVII—XVIII веков.
Митрополит Дмитрий Ростовский называл иудействующими секту, именуемую щельники (также селезневцы, или иконоборцы; иногда её смешивали с молоканами), действовавшую в середине XVIII века на Дону. К началу XIX века разные секты иудействующих обнаруживаются во многих центральных российских губерниях, причем некоторые их участники утверждали, что веру свою они «исповедуют издревле». В первой четверти XIX века из иудействующих субботников и христианской секты молокан выделилась отдельная группа геров, учение которой включало соединение элементов стихийного караимизма, учения субботников и раввинистического иудаизма. К концу XIX — началу XX века эта группа целиком восприняла ортодоксальный иудаизм.
Некоторые русские секты имеют названия, которые могут привести к ошибочному представлению, что они также принадлежат к иудействующим. Так, в конце XIX века в секта хлыстов пережила раскол, из неё выделилась секта Новый Израиль, тогда как оставшиеся стали именовать себя Старый Израиль. Почти та же  ситуация связана с выделившимися около 1843 года из числа баптистов Северной Америки адвентистами седьмого дня (называются также субботниками; не следует смешивать с русскими иудействующими  субботников), принявшими основаннве на Ветхом завете соблюдение субботы и запрет употребления свинины, но остающимися христианской сектой, которая не имеет отношения к иудействующим.

## Новейшее время
В XX веке иудействующие наиболее распространены за пределами европейских стран. В США имеются «чёрные евреи», часть из которых приняла иудейскую религию согласно галахическим требованиям, тогда как большинство представляют собой христианоиудейские секты различных толков, которые претендуют на мифическое еврейское происхождение. Также в Соединённых Штатах действуют разрозненные группы, соблюдающие некоторые обряды и установления иудаизма. В Мексике, в которой по состоянию на 1960 год проживало менее 30 тысяч евреев, перепись по религиозной принадлежности в том же году зарегистрировала 110 750 исраэлитов — последователей иудаизма. В это число включили последователей различных протестантских сект, которые считают себя исраэлитами и немногочисленные группы евреев-индейцев, рассматривающих себя как потомки марранов. Часть из них признала евреями еврейская община Мексики. На юге Чили проживают группы иудействующих индейцев, которые утверждают, что получили свою религию от марранов. Некоторые из них придерживаются части иудейских предписаний, другие соблюдают только установлениям Ветхого завета, как и секта Иглесия Исраэлита де Чили, существующая в провинции Каутин и имеющая численность около одной тысячи человек. Она выделилась из протестантского течения фундаменталистов и соблюдает также еврейские праздники. Секта поддерживает сионистское движение. Некоторые из её членов переехали в Израиль. В Перу тоже действует протестантская секта исраэлитов, часто ошибочно относимая к евреям, которая соблюдает субботу.
В 1920-е годы в Уганде политический и военный лидер С. Какунгулу основал секту баюдая. В 1964 году правительство Уганды признало эту группу в качестве религиозной общины с наименованием Распространение иудаизма в Уганде — синагога Моисея. В это время 
она включала 500 человек. В 1970-х годах в период, когда страной правил диктатор Иди Амин члены этой секты подвергались репрессиям. В конце XX века раввины консервативного иудаизма из США, провели гиюр всех членов этой общины. По состоянию на 2005 год их число было более 700 человек. В современных африканских странах ряд племён уверенны в своем еврейском происхождении и соблюдают в том или ином виде обряды иудаизма: ибир в Сомали, Кении и Джибути, лемба и русапе в Зимбабве и ЮАР, игбо, эфик и ибибио в Нигерии, ба-саа в Камеруне.
В Японии под воздействием потрясений конца Второй мировой войны среди христиан появились произраильские секты иудействующих, включая такие как Макуя и церковь Софии (христианские друзья Израиля), члены которой ежедневно произносят молитвы «за мир в Израиле и благо еврейского народа». В штате Керала (на юге Индии) с конца 1960-х годов в среде кананаев — местных «сирийских христиан», которые считают себя потомками иудеохристиан из Каны Галилейской, сформировалось движение за возвращение в иудаизм. Представители движения вступили в контакт с кочинскими евреями и неоднократно совершали поездки в Израиль. В других индийских штатах (Манипур, Ассам) также имеется группа, называющая себя «Колено Мазура», «Колено Менашше», считающая себя выходцами из Китая и Бирмы и заявляющая, что имеет еврейское происхождение. Это движение соблюдает часть иудейских обрядов и стремится к возвращению в еврейский народ. В 1985 году с ними установили связь представители Израиля. Часть из группы, пройдя ортодоксальный гиюр переехала в Израиль. Многие из них учатся в машинах Иерусалима. В Советском Союзе начала 1970-х годов в гагаузских сёлах на юге Молдавии группа православных, сменив раннее ряд протестантских сект, начала склоняться к иудейской религии, прошла обрезание, стала соблюдать кашрут и иудейские ритуалы, стремясь к созданию ортодоксальной общины. В начале 1980-х годов настоятельница монастыря «Младших сестёр Непорочной Девы» (Шалон-на-Соне, Франция) Мария Катрин Сенеш, родители которой были крещёными евреями, научила монахинь соблюдению ряда предписаний иудаизма. Монахини соблюдают кашрут, зажигают субботние свечи. Они прикрепили на монастырских дверях мезузы, завершают свои вечерние молитвы чтением еврейской молитвы «Шма Исраэль» на иврите и пением «Ха-Тиквы». Также они посещают синагогу, которая смежна с монастырём.
Объектом внимания идеологов современного православного антисемитизма стала, в частности, «ересь жидовствующих». Современная интерпретация «ереси» православными сторонниками жесткой линии значительно шире, чем в других источниках. И протестантизм, и католицизм рассматриваются как проявления иудействования, «жидовствования». Протестантизм иногда представляется не более чем ветвью иудаизма, тогда как католицизм осуждается за его слишком примирительные решения относительно христианско-еврейских конфликтов. «Подрывная» деятельность в виде иудействования приписывается священникам РПЦ еврейского происхождения. Православные священнослужители выразили особую обеспокоенность деятельностью и духовным влиянием Александра Меня, харизматичного православного священника и писателя еврейского происхождения, обратившего в православие многих представителей русской интеллигенции, убийство которого в 1990 году остаётся нераскрытым.